# Shamaatae
Johan Lahger, dit Shamaatae est un musicien multi-instrumentiste suédois, unique membre du groupe Arckanum.

## Carrière musicale
Shamaatae commence sa carrière musicale en tant que batteur.
Il a participé à la formation du groupe de black metal Grotesque en 1988, mais n'y est resté qu'un an.
En 1990, il forme avec son frère Sataros (chant, guitare) le groupe de death metal Absorption. Plus tard le groupe change de nom pour Disenterment avec un nouveau guitariste : Basse. Le trio enregistre une demo (qui n'est jamais sortie officiellement) et donne une vingtaine de concerts, notamment aux côtés de Unleashed et Unanimated.
1993 marque la fin de Disenterment ; mais Shamaatae travaille alors depuis un an déjà sur son nouveau projet : Arckanum. D'abord en trio aux côtés de Sataros et Loke Svarteld, Shamaatae décide très vite de rester seul dans ce nouveau projet, qui marque son retour au black metal. Tous les instruments ainsi que le chant sont donc de lui.
Sa musique se veut simple et rapide. Il y diffuse un message ésotérique qui reflète ses croyances dans le dieu Pan (dieu de la nature) et dans le Chaos. Le son qu'il recherche sur ses productions est sale ; il ne recherche ni les performances techniques musicales ni la production épurée moderne. Tout doit être brut et sa musique est avant tout un hommage à ses croyances.
On compte chez Arckanum quatre demos et six albums ; ainsi que des splits avec Contamino, Svartsyn et Sataros Grief (qui est le one-man band de Sataros).

## Philosophie et croyances
Shamaatae définit ses croyances religieuses comme anti-cosmique et chaos-gnostique, ses idées peuvent être rapprochées du satanisme anti-cosmique de l'ancien mouvement Misanthropic Luciferian Order (temple of the black light).
Shamaatae fait souvent référence au dieu Pan sur lequel il a écrit un livre sorti chez Panparadox, sous le pseudonyme de Vexior.
Il fait aussi référence à travers ses textes et sa musique aux dieux du chaos du panthéon nordique (Thurse ou Géants). 
Il est le fondateur du mouvement Thursatru qu'il définit ainsi : "Thursatru est une pratique religieuse et magique basée sur l'adoration des géants aussi nommés Thurses. L'essence de Thursatru se situe dans l'ancienne religion scandinave et sa mythologie et possède aussi une forte connexion avec le Satanisme anti-cosmique et le chemin gnostique de la main gauche".